# Stazione di Vignale Riotorto
Stazione di Vignale Riotorto vasútállomás Olaszországban, Vignale Riotorto településen.

## Vasútvonalak
Az állomást az alábbi vasútvonalak érintik:
- Pisa–Róma-vasútvonal

## Kapcsolódó állomások
A vasútállomáshoz az alábbi állomások vannak a legközelebb:
- Stazione di Follonica
- Stazione di Campiglia Marittima